# Szelindek együttes
A Szelindek Együttes hagyományőrző és régi-zene dallamokat játszó zenekar, amelyet Török Vidor alapított 2010-ben.
Reneszánsz, török, moldvai, régi magyar és középkori világzene szerepel a repertoárjukban, Várjátékok, hagyományőrző, népi, történelmi rendezvényeken lépnek fel Európa szerte.

## Elnevezése
Nevét nem a romániai Szelindek  településről kapta, hanem egy egykor Magyarországon is elterjedt nagy testű kutyafajtáról A szelindek szó szláv eredetű nyelvünkben, 1395-ben fordul elő először, jelentése ’nagy testű erős, vadászkutya’.

## Tagok[3]
Török Vidor: tekerőlant töröksíp, dudák, platerspiel, tárogató, hegedű, buzuki,
Kőszegi Zsolt: dobok
Sütő Gábor: koboz, tekerőlant, furulya
Koroknai Szabolcs: magyar duda, koboz
Renata Karska: sípszár, furulya
Qinguele: dombra
György László: dudák, dobok

## Albumok
- - The twilight wanderer (2019)
  - Éjjel járók (2017)
  - Világjáró Kecskés (2013)
  - Várak árnyékában (2012)
  - Zengeráj (2011)